# 陳寶輝
陳寶輝（1931年8月18日—2020年10月13日），臺灣高雄市人，內科醫生，歷任臺大醫院內科主治醫師、臺北市仁愛醫院院長、臺北市政府衛生局局長等職，因推廣內視鏡技術等貢獻獲第廿八屆醫療奉獻獎。

## 生平

### 早年
陳寶輝生於1931年8月18日，出生地為高雄市，與高雄陳家為親戚，住西子灣。
陳寶輝為高雄中學畢業，1950年考取臺灣大學醫學院。1958年，至金門作軍醫時，正逢八二三炮戰，便為陣亡士兵驗屍。退伍後，至台大醫院內科行醫，從住院醫師、總醫師到主治醫師。
陳寶輝娶陳印娥為妻，包含長子陳宜民的四位兒子都從醫。

### 仁愛醫院
1963年，在台大醫院內科主任蔡錫琴建議下，陳寶輝轉入仁愛醫院。仁愛醫院自創始即延攬台大醫院醫師，有多任院長升任北市衛生局長的記錄，使得該院較婦幼、中興等老醫院，有較佳的發展條件，尤其消化道醫學。柯賢忠出任仁愛醫院院長後，特別拉拔學弟陳寶輝，希望藉由陳寶輝內科專長配合，使仁愛醫院能達到「內外兼修」。當時仁愛醫院附近以低收入戶居多，加上健保未推行，陳寶輝便只對窮苦病人五十元掛號費，有時甚至倒貼。
日本發展出較適合人體的軟式纖維內視鏡後，陳寶輝就聽從宋瑞樓建議，1968年自費去日本進修此技術，兩年後自引進纖維內視鏡回臺灣。陳寶輝也取得東京女子醫科大學博士。
陳寶輝將內視鏡推應用於診斷食道、胃、十二指腸疾病等，之後專攻胃內視鏡以早期診斷胃癌。1971年，仁愛醫院完成臺灣第一例經導管動脈栓塞療法和內視鏡胰膽管攝影。1979年，仁愛醫院完成全臺灣第一例肝癌肝動脈導管栓術。陳寶輝也樂於對其他醫院醫師傳授所學，使仁愛醫院在市立醫院中深獲好評。像是林奏延、璩大成、陳潤秋等，都跟陳寶輝學過胃鏡技術。
陳寶輝在上下班時，會在車上看書。雖他在學術領域上佔有一席之地，但也會帶孫子去行天宮收驚，並認為宇宙間有些事情是無法用科學解釋。上任院長後，他於1987年8月在仁愛醫院頂樓興建祭祀院公、院婆的小廟，以讓病患祈求。
在院長期間，陳寶輝推行院內禮貌運動，由專業性禮儀顧問傳授園方服務人員該有的禮貌態度，成為臺灣公立醫院第一次突破性的作法。陳寶輝也用人唯才，提拔能力不錯的醫生上位，而獲底下好評。

### 北市衛生局
1993年，市長黃大洲被市議員要求若衛生局長一直空缺就凍結預算，於是便打電話拜託陳寶輝作衛生局長。1993年5月14日，陳寶輝出任衛生局長，仁愛醫院院長由副院長余光裕升任。陳寶輝任內，整合各市立醫院資源，對愛滋病防治、婦幼衛生保健、毒品防治特別著力。1996年9月24日，陳寶輝從局長退休時，獲市長陳水扁致贈金盤、金戒指，感念任內為萬芳醫院公辦民營、與三歲以下幼兒醫療補助等貢獻。

### 晚年
陳寶輝局長退休後回到高雄，擔任阮綜合醫院消化內科主治醫師，並成立肝病治療中心，率領醫療團隊前往澎湖偏遠地區作義診。因妻子依然住台北，陳寶輝就每周搭飛機或臺灣高鐵南北奔走。2014年，陳寶輝退休回到台北療養大腸癌。
2018年10月12日，第二十八屆醫療奉獻獎名單公布陳寶輝因胃纖維內視鏡技術等貢獻，獲頒特殊貢獻獎。2020年10月13日，被譽為「台灣內視鏡之父」的陳寶輝辭世。10月30日，總統蔡英文頒褒揚令。